# Matvéievo
Matvéievo (en rus: Матвеево) és un poble de l'óblast de Kírov, a Rússia, segons el cens del 2010 tenia 123. Pertany al districte (raion) de Viàtskie Poliani.